# Takidžiró Óniši
Takidžiró Óniši (japonsky: 大西 瀧治郎, Óniši Takidžiró; 2. června 1891, Ašida – 16. srpna 1945) byl japonský admirál známý jako „otec kamikaze“.
Byl absolventem 40. běhu japonské císařské námořní akademie (海軍兵学校, Kaigun Heigakkó), kterou ukončil jako 20. nejlepší ze 144 kadetů.
Od prosince 1915 sloužil jako mladší poručík na palubě nosiče hydroplánů Wakamija
Na počátku války v Tichomoří byl odpovědný za vývoj některých technických detailů útoku na Pearl Harbor v roce 1941 pod velením admirála Isoroku Jamamota. Sám Óniši se stavěl proti tomuto útoku, protože si uvědomoval, kam by mohla vést válka s nepřítelem, který má tak velký ekonomický potenciál.
V říjnu 1944 se Óniši stal velitelem První letecké armády na severních Filipínách. I když je mu obecně připisováno autorství plánu na použití taktiky sebevražedných leteckých útoků proti nepřátelským lodím, pravdou je, že tento „projekt“ byl započat už před jeho příchodem a on ho zpočátku odsuzoval jako scestný. Po ztrátě Mariánských ostrovů ale změnil názor a sebevražedné útoky nařídil. (Na konci druhé světové války zemřelo přibližně 4000 japonských vojáků, většinou univerzitních studentů, jako piloti kamikaze.)
Takidžiró Óniši spáchal rituální sebevraždu (seppuku) ve svém domě 16. srpna 1945 den po vyslechnutí císařova projevu o kapitulaci Japonska. Jeho agónie trvala při plném vědomí 17 hodin. V dopise na rozloučenou se omluvil pilotům, které poslal na smrt, a zároveň vyzval Japonce, aby po válce vytvořili nové demilitarizované Japonsko a pracovali na budování míru mezi národy světa. 

## Dílo
- Námořní letectvo v boji, 1934 – o významu a použití letadlových lodí
- Bojová etika japonského námořnictva, 1938 – příručka výchovného procesu námořních kadetů